# Ctenus vagus
Ctenus vagus este o specie de păianjeni din genul Ctenus, familia Ctenidae, descrisă de Blackwall, 1866. Conform Catalogue of Life specia Ctenus vagus nu are subspecii cunoscute.